# 北海道旭川南高等学校
北海道旭川南高等学校（ほっかいどうあさひかわみなみこうとうがっこう、Hokkaido Asahikawa Minami High School）は、北海道旭川市にある公立（道立）の高等学校。全日制総合学科。通称は「旭南」(きょくなん)。

## 沿革
- 1956年 - 学校法人旭川南学園、旭川南高等学校設立認可。
- 1964年 - 第46回全国高等学校野球選手権大会出場。
- 1967年 - 全国高等学校総合体育大会レスリング大会学校対抗戦優勝。
- 1974年 - 市立に移管、北海道旭川南高等学校となる。
- 1980年 - 道立に移管。
- 2006年 - 秋期全道高校野球決勝で初優勝。明治神宮野球大会出場を決め、翌春の選抜高等学校野球大会初出場をほぼ確実にした。
- 2007年 - 第79回選抜高等学校野球大会出場。10月にはこの時のエースだった浅沼寿紀の北海道日本ハムファイターズへの入団が決定、同校出身初のプロ野球選手が誕生した。
- 2009年4月 - 北海道旭川北都商業高等学校と合併し、総合学科校に転換。

## 特色
柔道部の活動が特に盛んである。全国から有望選手を集められる強豪私立校ではなく地方の公立校であるが、オリンピック（恵本裕子、上野雅恵）と世界選手権（上野順恵、佐藤愛子）の金メダリスト2名ずつを輩出している。
2009年度の入学生から制服が新しくなり、冬服は男女でほぼ共通のスタイルが採用され、男女とも紺色のブレザーとスラックスに白のワイシャツとネクタイ（男子が青、女子が赤）となった。夏服は水色のポロシャツに女子のみ紺のベストまたはセーターを重ねるスタイル、また女子のボトムスにはキュロットスカートが採用された。2018年度からは夏服でも女子のスラックスが選択できるようになった。

## 主な出身者
- 村上智彦（医師、薬剤師、臨床検査技師）21期生
- 前川たけし（漫画家「鉄拳チンミ」）
- スポーツ選手
  - 中田茂男（メキシコオリンピックレスリング52キロ級（フライ級）金メダル）
  - 柔道
    - 恵本裕子（アトランタオリンピック金メダル）
    - 上野雅恵（2004年アテネオリンピック、2008年北京オリンピック、世界柔道選手権大会（2001年、2003年）金メダル）
    - 上野順恵（世界柔道選手権大会（2009年、2010年）金メダル）
    - 上野巴恵（2006年世界ジュニア柔道選手権大会金メダル）
    - 佐藤愛子（2008年北京オリンピック57キロ級7位、2011年世界柔道選手権大会金メダル）

  - 浅沼寿紀（元プロ野球選手）
  - 志田萌（バスケットボール選手）
- タレント
  - IKKAN（俳優、声優、作家、演出家、お笑い芸人、漫画家）
  - かねきよ勝則（お笑い芸人「新宿カウボーイ」）
  - マリリンジョイ（お笑い芸人、実業家）
  - 明日花キララ（元AV女優）